# Heliotropium foertherianum
Espèce
Tournefortia argentea, appelé veloutier aux Mascareignes, est un arbuste de la famille des Boraginaceae poussant sur le haut des plages sableuses.
Il a récemment été renommé Heliotropium foertherianum.

## Description
Arbuste à cime étalée en ombelle, pouvant atteindre cinq mètres de haut.
Les feuilles densément pubescentes, argentées, obovées-oblancéolées, de 10-30 × 3-12 cm se regroupent à l'extrémité des rameaux.
Les inflorescences regroupent en racèmes de cymes scorpioïdes de nombreuses petites fleurs blanches, serrées les unes contre les autres. Chaque fleur de quatre à six mm de diamètre comporte un calice pubescent, cinq pétales blancs et cinq étamines. 
Les fruits sont des petites baies jaunes de la taille d'une groseille.
L'espèce est connue pour sa résistance à des conditions de croissance difficiles, y compris des températures et une humidité élevées.
Cependant, le veloutier bord de mer est sensible au froid et ne tolère pas les températures inférieures à environ 10 degrés Celsius (50 degrés Fahrenheit). Lorsque la température descend en dessous de ce seuil, la plante peut subir des dommages, notamment le jaunissement et la chute des feuilles. Si la température continue de baisser, cela peut entraîner la mort de la plante.

## Répartition
Il est très largement réparti dans les régions tropicales et subtropicales puisqu'on le trouve en Australie, Chine, Japon, Indonésie, Philippines, Sri Lanka, Vietnam, îles du Pacifique (Nouvelle-Calédonie, Polynésie), Kenya, Madagascar, Mozambique, Pitcairn, Tanzanie.
On le trouve communément à La Réunion en bord de mer, ainsi qu'à l'île Maurice.

## Utilisations
Dans les Mascareignes, il est planté dans les jardins des bords de mer à des fins ornementales.
Jadis, les feuilles au goût de persil étaient consommées ou fumées.

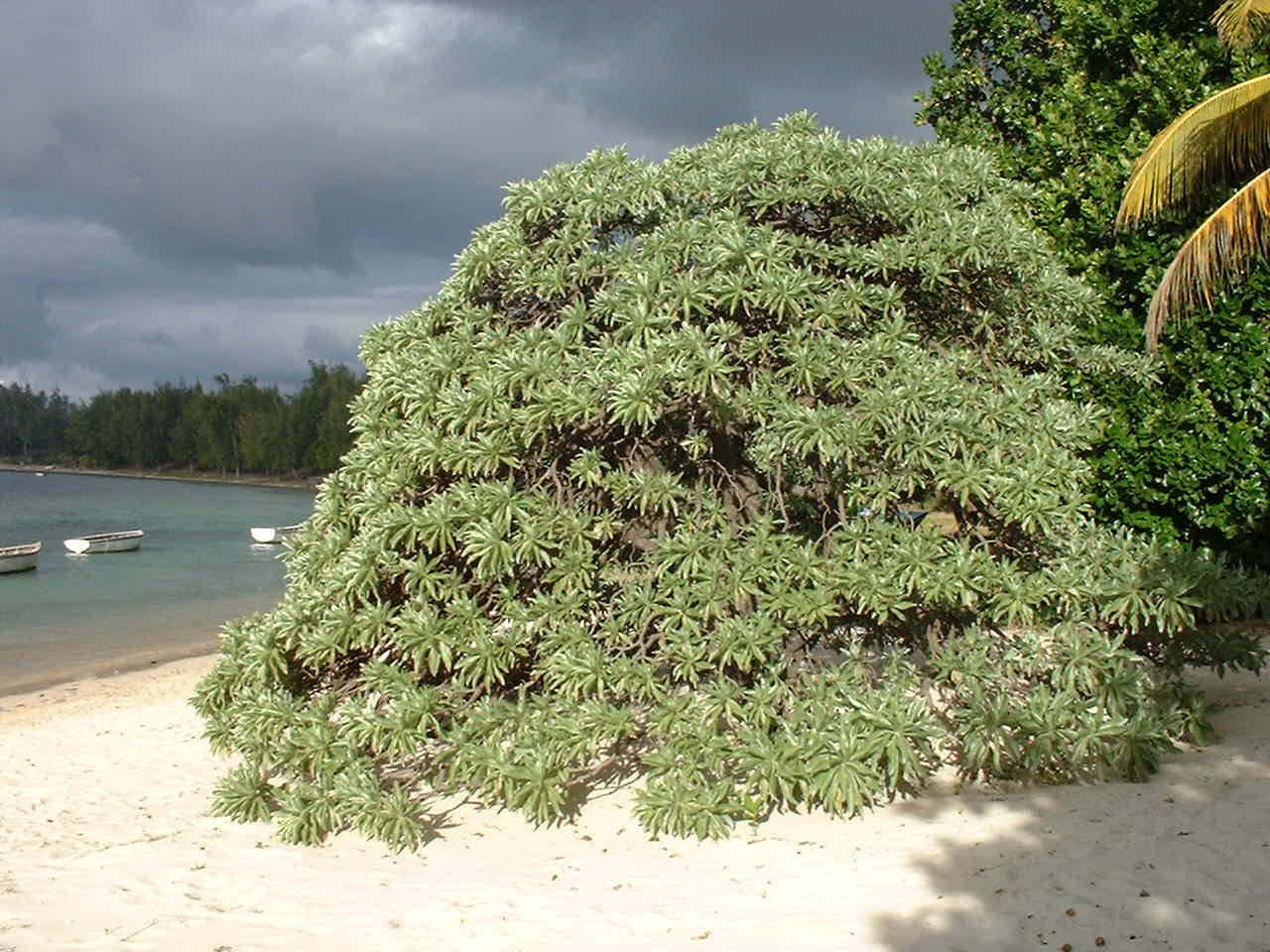
Veloutier, île Maurice
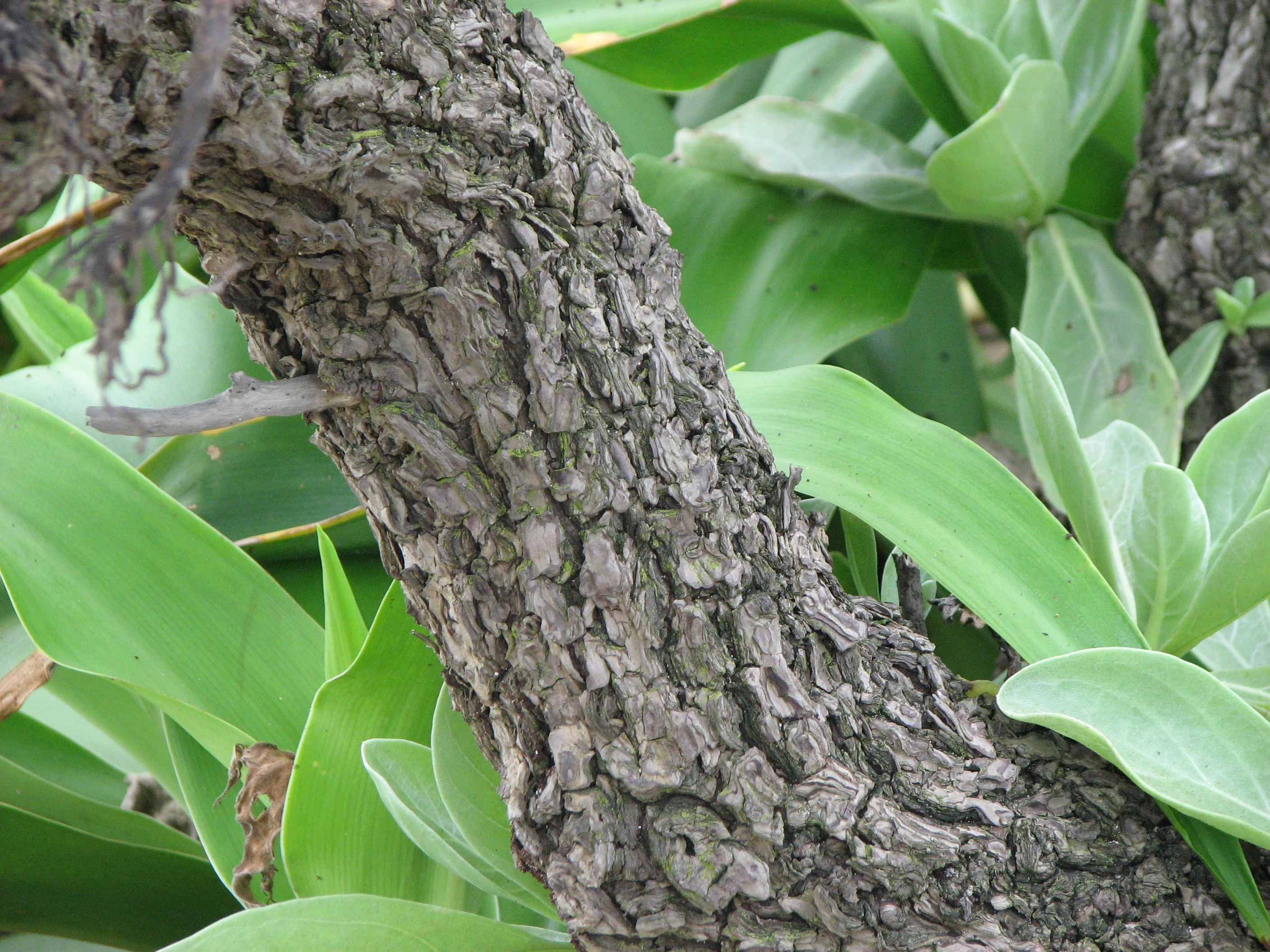
Tronc
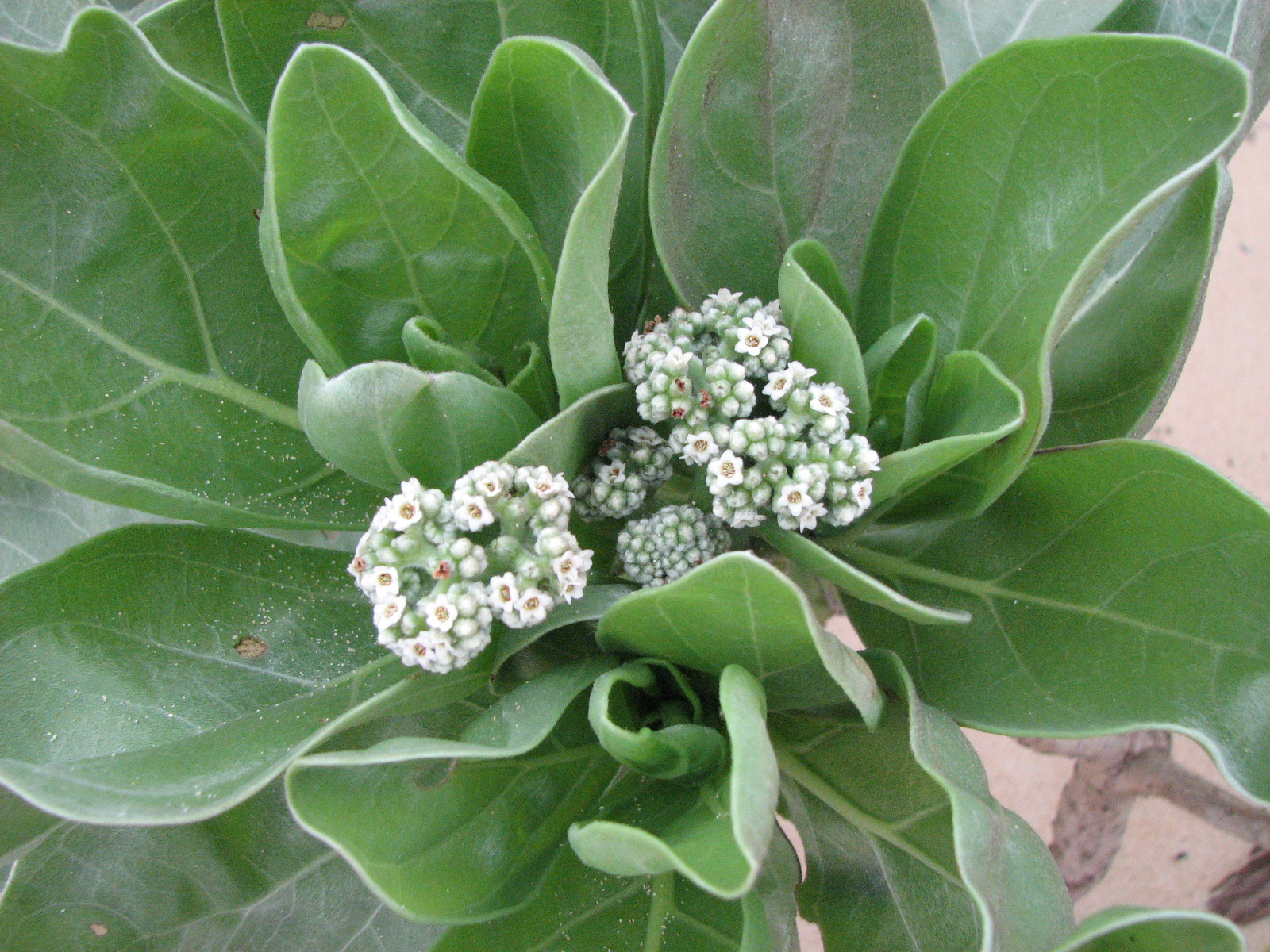
Fleurs
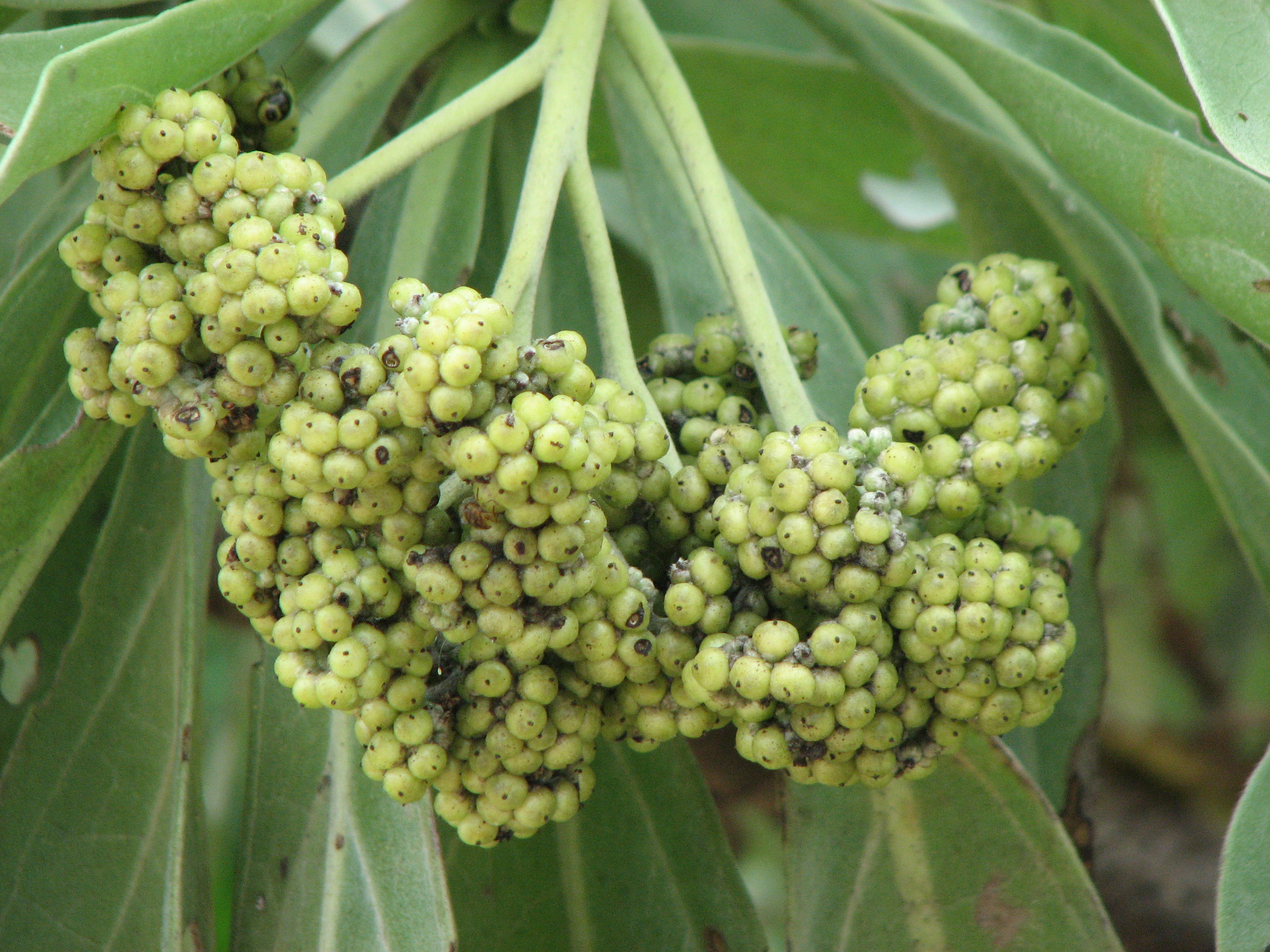
Fruits

## Synonymes
- Messerschmidia argentea (L.) I. M. Johnst.
- Argusia argentea (L.) Heine
- Tournefortia arborea Blanco

Récemment dénommé Heliotropium foertherianum.

## Sources
- [PDF] Harley I. Manner & Craig R. Elevitch, Tournefortia argentea (tree heliotrope)  sur agroforestry.net
- eFlora